# يوهانس دي بوير
يوهانس دي بوير (بالألمانية: Johannes de Boer)‏ هو عسكري ألماني، ولد في 5 سبتمبر 1897 في ألتونه في ألمانيا، وتوفي في 14 مارس 1986 في هامبورغ في ألمانيا.